# 한국과학사학회
한국과학사학회(韓國科學史學會, The Korean History of Science Society, KHSS)는 대한민국의 과학사 연구 학회이다. 1960년 김두종의 주도로 결성하였다. 발간 학술지로 《한국과학사학회지》가 있다.

## 같이 보기
- 김두종 (의학자)
- 전상운